# 江南大学
江南大学是位于中华人民共和国江苏省无锡市的一所全日制公办本科大学。

## 历史

### 旧制
江南大学的前身之一是清末壬寅年（1902年）由刘坤一、张之洞等人创建的三江师范学堂。历经国立中央大学、南京大学等发展时期，农科先后改名为农业博物科、农业专修科、农科、农学院，曾设有农产制造、农业化学、食品工业学科，教授有魏喦寿等人。
江南大学的另一前身是荣德生1947年出资创办的私立江南大学。中央大学（南京大学）农业化学系食品工程教授秦含章曾受聘兼任私立江南大学教授及农产制造系主任；钱穆于1948年受聘担任私立江南大学文学院首任院长兼历史系主任。1950年创建的私立江南大学食品工业系，是历史上新中国的第一个食品工业系。朱宝镛教授（1906～1995）1949年开始在著名实业家荣德生先生创建的江南大学兼课，1950年接替前任秦含章教授任农产品制造系主任，遂引进美国麻省理工学院食品工程系和苏联食品工业学院的教学计划，并亲自上北京，向高教部、食品工业部汇报，1950年6月正式在私立江南大学农产品制造系基础上创建食品工业系，7月朱宝镛教授改任食品工业系首任系主任，并开始以私立江南大学食品工业系名义招收学生。
1952年，全国高校院系调整，原私立江南大学食品工业系、南京大学食品工业系（筹建中，根据1950年9月南京大学校务会议拟将南京大学农化系分为土壤系和食品工业系）、浙江大学农化系、武汉大学农化系、复旦大学农化系的相关专业合并组建成南京工学院（现东南大学）食品工业系。
1958年，南京工学院食品工业系整建制东迁无锡，成立无锡轻工业学院。

### 新制
1995年，更名为无锡轻工大学。1998年，由隶属中国轻工总会划转直属教育部。
2001年1月，经教育部批准，无锡轻工大学、江南学院（原名江南大学，亦沿袭私立江南大学校祚）、无锡教育学院合并组建江南大学。建校次年，学校就举办了“百年校庆”，理由是“其前身之一无锡轻工业学院的前身南京工学院食品工业系，有一小部分师生是从南京大学食品工业系分过来的”。其修改校史的行为引发了争议。
2003年，东华大学无锡校区并入江南大学。
2022年9月，宜兴校区启用，首批研究生入驻。

## 校区

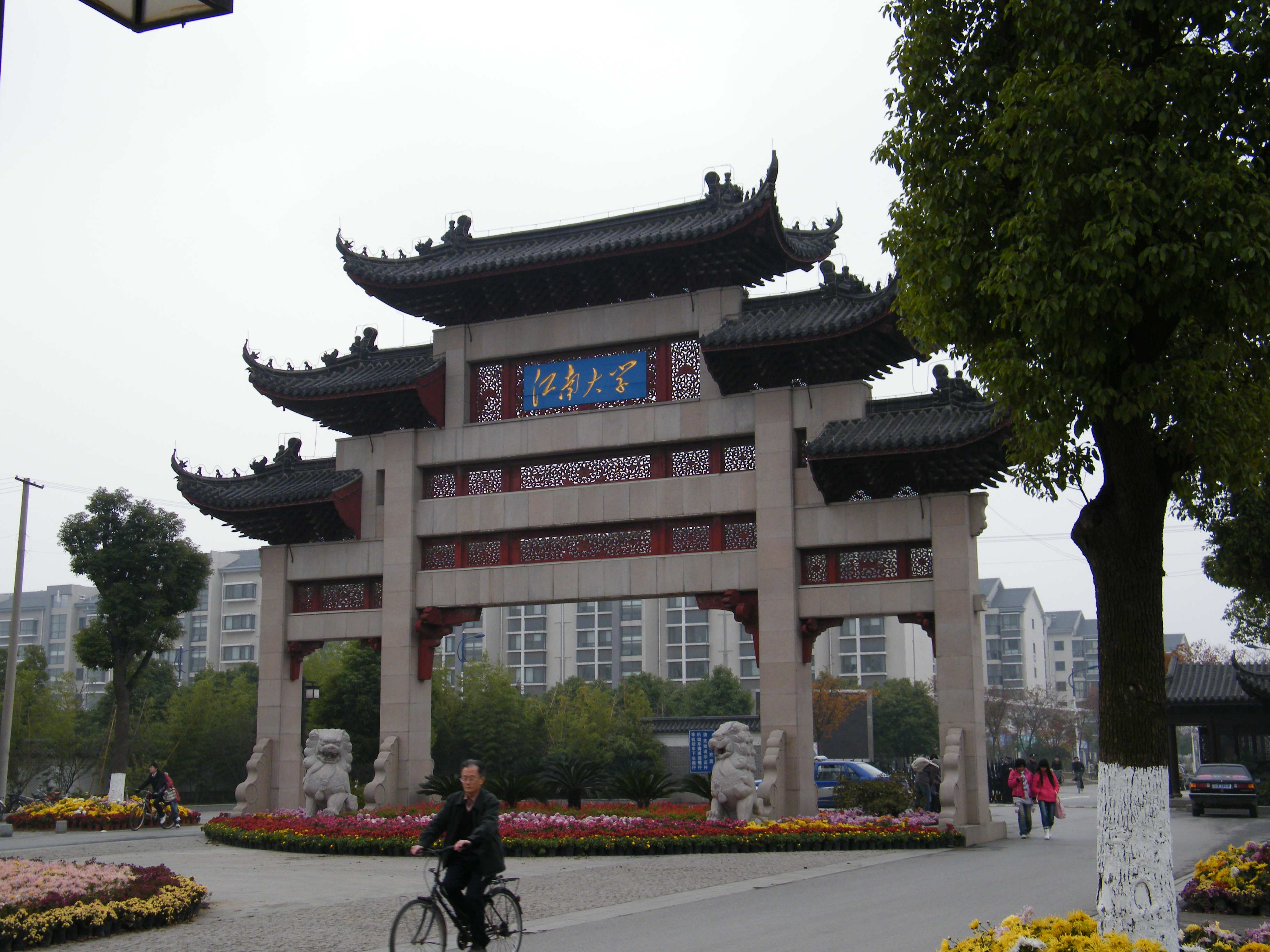
江南大学校园大门

蠡湖校区，占地面积3200余亩、建筑面积105余万平方米。图书馆藏书227万册。建有体育场、体育馆、文浩科学馆、大学生活动中心等文体场馆和16个学生公寓组团。
宜兴校区，规划用地35.53公顷（532.9亩）。坐落于宜兴市新庄街道，项目东至范蠡大道绿化带、南至东沈北路、西至芳塍路、北至太湖大道绿化带。新校园规划没计以江南风格、宜兴特色、本部元类为参考，因地制宜，功能布局合理，实现校园建筑与校园环境的有机融合，以利于高端人才培养和科研创新。宜兴校区已于2022年秋季正式启用。
江阴校区，规划用地790亩，2021年5月，经教育部批复，江南大学与江阴市人民政府签订了合作共建江南大学江阴校区的协议，2022年5月启动校区建设，2024年6月完工交付。首批入驻的学院分别是集成电路学院、数字科技与创意设计学院、智能制造学院、纤维工程与装备技术学院。 （页面存档备份，存于）

## 学院
- 生物工程学院
- 食品学院
- 设计学院
- 数字科技与创意设计学院
- 纺织科学与工程学院
- 物联网工程学院
- 机械工程学院
- 化学与材料工程学院
- 商学院
- 人文学院
- 法学院
- 理学院
- 体育部
- 外国语学院
- 环境与土木工程学院
- 生命科学与健康工程学院
- 马克思主义学院
- 医学院
- 人工智能与计算机学院
- 国际教育学院
- 继续教育与网络教育学院
- 君远学院
- 附属医院

## 学科
学校拥有轻工技术与工程、食品科学与工程、控制科学与工程、纺织科学与工程等7个博士后流动站，以及10个一级学科博士点、1个专业博士学位授权点、31个一级硕士学位授权点、15个硕士专业学位授权点。拥有1个国家一级重点学科、5个国家二级重点学科。建有设计学、控制科学与工程、化学工程与技术、纺织科学与工程等江苏高校优势学科建设工程立项学科4个，化学工程与技术、设计学、计算机科学与技术等“十三五”江苏省重点学科3个。在教育部组织的第四轮全国一级学科评估中，学校“轻工技术与工程”“食品科学与工程”位列A+档，“设计学”位列A-档；在2021年“软科世界一流学科排名”中，学校15个学科入选，食品科学与工程学科连续三年蝉联世界第一；在ESI全球影响评价排行榜上，学校农业科学、工程学、化学、生物学与生物化学、材料科学、临床医学、计算机科学、药理学与毒理学、环境与生态学9个学科进入全球前1%，其中农业科学跻身前0.2‰；学校位居ESI综合排行中国大陆第57名；在中国管理科学研究院编制的《2021中国大学评价》中，位居全国第45名；在人民网发布的2019中国高校社会影响力排行榜上，位居全国第31名。学校是全国教育系统先进集体、江苏省文明单位、江苏省平安校园。

## 科研平台

### 国家重点实验室
- 食品科学与技术国家重点实验室 （页面存档备份，存于）

### 国家工程实验室
- 粮食发酵工艺与技术国家工程实验室 （页面存档备份，存于）
- 发酵技术国家工程研究中心（无锡）

### 教育部重点实验室
- 食品胶体与生物技术教育部重点实验室 （页面存档备份，存于）
- 工业生物技术教育部重点实验室 （页面存档备份，存于）
- 轻工过程先进控制教育部重点实验室 （页面存档备份，存于）
- 生态纺织教育部重点实验室 （页面存档备份，存于）
- 糖化学与生物技术教育部重点实验室 （页面存档备份，存于）

### 教育部工程研究中心
- 教育部功能食品工程研究中心
- 教育部针织技术工程研究中心 （页面存档备份，存于）
- 物联网技术应用教育部工程研究中心

## 人才培养
2021年在53个本科专业招生，现有在校本科生20609人、博硕士研究生10940人、留学生670人。拥有国家级综合改革试点专业4个，特色专业建设点15个，国家级一流本科专业建设点37个；教育部卓越工程师、卓越农林人才教育培养计划专业10个，“新工科”“新农科”研究与实践项目17项；国家级人才培养模式创新实验区（含国家生命科学与技术人才培养基地）5个，工程实践教育中心及实验教学示范中心8个；国家级精品课程（含精品视频公开课、资源共享课及精品在线开放课程）28门，国家级一流本科课程19门，国家精品、规划教材56部；国家级教学成果奖15项，其中一等奖2项。学校积极探索大众化背景下的精英教育，成立至善学院，培养拔尖创新人才。食品科学与工程本科专业在亚洲率先通过美国食品科学技术学会（IFT）国际认证。

## 出版的学术期刊
由江南大学主办的食品科学英文版学术期刊《Food Bioscience》，从2013年起由Elsevier出版发行。江南大学杂志社拥有《食品与生物技术学报》、《江南大学学报（自然科学版）》、《江南大学学报（人文社会科学版）》、《江南大学学报（教育科学版）》、《创意与设计》等5种国内外公开发行的期刊。

## 主办的学术会议
- 国际食品科学与技术交流会

## 杰出教授

### 两院院士
伦世仪、陈坚、陈卫

### 国家杰出青年基金获得者
严秀平，陈坚，陈卫，刘天西，王震宇，吴敬，匡华

### 教育部“长江学者特聘教授”
堵国成，王小元，熊幼翎，陈永泉，王加生

## 杰出校友

### 政界人士
- 邓鸿勋

### 著名学者
- 罗发成

## 参看
- 中华人民共和国教育部直属高等学校列表
- 211工程